# Dobrotwór
Dobrotwór (ukr. Добротвір) – osiedle typu miejskiego na Ukrainie w obwodzie lwowskim (rejon kamionecki). 6409 mieszkańców (2020), w 2001 było ich 6683.
W II Rzeczypospolitej wieś powiecie kamioneckim województwa tarnopolskiego. W kwietniu 1944 nacjonaliści ukraińscy z OUN-UPA zamordowali tutaj 50 Polaków, rabując i paląc polskie zagrody oraz miejscowy kościół.
Osiedle Dobrotwór powstało w 1951 roku jako zaplecze dla pobliskiej elektrociepłowni. Nazwę przejęło od sąsiedniej wsi (dawniej miasteczka) Dobrotwór, które z kolei przemianowano na Stary Dobrotwór.

## Urodzeni w Dobrotworze
- Jadwiga Batiuk – polska lekkoatletka, siatkarka i koszykarka.